# Крепостнические отношения на Кубани
Крепостнические отношения на Кубани — крепостное право на Кубани, которое появилось в конце XVIII, начале XIX века и было связано с включением казаков в российские государственные структуры и социально — правовые институты. Развитие крепостнических отношений проходило в тесной связи с эволюцией таковых в Центральной России.

## Законодательные основы крепостного права на Кубани

### Особенности крепостнических отношений
Формирование крепостнических отношений в  Черноморском войске имело ряд особенностей, связанных прежде всего с тем, что подавляющая часть войскового населения была представлена казачеством. Здесь не существовало частной земельной собственности и наследственных поместий, поэтому помещичьей колонизации, в её традиционном понимании, не было.

### Становление крепостнических отношений
Появление и развитие крепостнических отношений в Черномории напрямую связано с процессом становления войскового дворянства и законодательного оформления его сословных привилегий.
По указу от 14 марта 1746 года, казакам России было запрещено иметь крепостных. В 1754 г. владение крепостными людьми окончательно предоставлялось одному потомственному дворянину и людям, дослужившимся до обер-офицерских рангов. Царское правительство хотело уровнять казачьи чины с армейскими и сделало это указами 1802 и 1845 гг., по которым казачьи чины получали потомственное дворянство, что означало также наделение их правом на владение крестьянами.
Однако для дворян казачьих войск во владении крестьянами существовало серьёзное ограничение, связанное с характером земельной собственности. Черноморские дворяне юридически не обладали правом собственности на общевойсковые угодья. Поэтому они не могли иметь здесь надельных крестьян, так как при переводе таких крепостных на новое место, им необходимо было предоставить земельный участок, к которому они считались бы прикрепленными, и с доходов от которого могли бы обеспечивать себя, отправлять помещику повинности и платить налоги государству.
Но закон не запрещал дворянам казачьих войск владеть крепостными. В 1785 году им было разрешено лишать крестьян земли и «держать их на корму, как работников или брать к себе во двор для личных услуг», отдавать другим в наем, при условии, что в ревизских сказках они значились бы приписанными к определенному имению .

### Основной статус крепостных
Безземельным дворянам разрешалось покупать крестьян только для домашних работ в качестве дворовых людей, которые считались прислугой, челядью, приписанной не к земле, а непосредственно к господскому дому. Подушные подати за них вносили в казну хозяева из собственных доходов.
Домовладения и приусадебные участки считались неотчуждаемой собственностью казаков и старшин. В конце 18 начало 19 веков, дворяне черноморского войска достаточно свободно могли приобретать крепостных, приписывая их к своим домовладениям, как дворовых людей.
Дворовые составляли официальную собственность черноморских дворян. В войске существовали надсмотрщики крепостных дел, крепостные акты вписывались в Гражданском суде в особые крепостные книги. Законно принадлежащие дворовые могли передаваться по наследству женам, родственникам или другим лицам на основании дарственных записей вместе с другим имуществом.

### Указы, касающиеся положения крепостных крестьян
В первой половине 19 в. крестьянский вопрос являлся основополагающим в политике российского правительства. В период с 1801 по 1860 гг. было принято 611 законодательных актов о помещичьих крестьянах. В 20—50-х гг. 19 в. усилился курс на сужение круга лиц, имеющих право владеть крепостными.
30 мая 1816 г. на рассмотрение Сената поступил указ, запрещавший продажу дворовых людей и крепостных крестьян из центральных губерний для поселения на войсковой территории. Этот указ касался только Дона.
16 июня 1833 г. вышел Манифест о производстве 8 ревизии, где указывалось: «Для обеспечения платежа податей, владельцы дворовых людей обязаны или включать их в ревизские сказки недвижимых имений или, за неимением оных, приписать к собственным домам, в городах состоящих. Владельцы, не имеющие собственных недвижимостей, должны для обеспечения за дворовых людей своих платежа повинности, в течение времени всей ревизии внести в уездное казначейство за каждую мужеска пола души по 240 рублей. Для отклонения таковых неудобств на будущее время постановляется, чтобы лица, имеющие право владеть крепостными людьми, впредь при совершении купчих крепостей, приписывали приобретаемые покупкою семейства, для платежа за них повинностей, исключительно к собственным населенным имениям, что и означало серьёзные ограничения во владении крепостными».
Однако данный манифест не содержал в себе буквального запрета на приобретение крепостных безземельными дворянами и не привел к каким-либо серьёзным изменениям. В 1841 г. последовало высочайшее утверждённое мнение Государственного Совета о запрещении приобретать крепостных без их приписки к населенным имениям.
Сенат, проведя анализ положений манифеста от 16 июня 1833 года, 26 января 1843 г. издал указ об отобрании у дворян, не владевших населенными имениями, купленных без земли крепостных. Согласно этому указу, все купчие, составленные с 1833 по 1841 гг., подлежали уничтожению, а значившиеся в них люди возвращались к прежним владельцам. Войсковому правлению предписывалось: все купчие крепости на дворовых людей и крестьян, совершенные после подписания Манифеста о 8 ревизии и до опубликования мнения Государственного Совета от 22 января 1841 года, считались недействительными.
Решение правительства вызвало резкое недовольство войсковых дворян, которые просили Правительствующий Сенат учесть их крайнее разорение, которое они потерпели из-за уплаты подушной подати за каждого крепостного.
В 1844 г. по просьбам войскового дворянства был создан комитет, который должен был выработать положения о владении крепостных в черноморском казачьем войске. В 1846 г. этот комитет выработал положение и отправил его в виде просьбы в Департамент военных поселений на рассмотрение Военного Совета. В просьбе было изложено: разрешить войсковым дворянам оставить приобретенные ими дворовых и крестьян с причислением к домам и хуторам, но без права водворения на войсковых землях и дозволить в дальнейшем приобретение крепостных для личных услуг на срочное время (на 15 или 20 лет) с зачислением их впоследствии в казачье сословие.
Но военный совет отказал в их просьбе. Николай I утвердил постановление совета, но приняв во внимание «усердную службу» черноморского казачьего войска, он повелел представить на его усмотрение заключение о мерах решения вопроса о наделении офицеров личной прислугой. Среди них, по мнению императора, могли быть бы быть следующие: 1) всех дворовых и крестьян без земли, принадлежащих дворянам Черноморского войска, оставить в услужении настоящих их владельцев в качестве драбантов в течение 25 лет, считая срок с 1833 года, с последующим причислением в казачье сословие; 2) назначить к генералам, штаб- и обер-офицерам драбантов по взаимному договору и на определенный срок из числа желавших причислиться в войсковое сословие переселявшихся малороссийских казенных крестьян и казаков, с освобождением от службы по войску и с последующим зачислением в отставные казаки. До окончательного высочайшего повеления было постановлено: относительно черноморских дворовых не делать никаких распоряжений. Войсковое правление решением от 7 апреля 1848 года приказало всем черноморским окружным судам, сыскным начальствам, полиции города Екатеринодара, стряпчим по делам присутствий, чтобы они по делам крепостных людей, приобретенных дворянами после 8 ревизии по законным документам, никаких судебных и других действий не производили. Это правило не распространялось на дворовых, находящихся у владельцев без документов.
18 сентября 1850 года вышел указ, согласно которому всех дворовых людей и крепостных без земли было приказано оставить в услужении у их настоящих владельцев в качестве драбантов на льготное время — 25 лет, считая этот срок с 16 июня 1833 года. До окончания службы драбанты и все члены их семей должны были постоянно находиться при офицере и не могли просить увольнения. В течение всего этого времени они являлись неприкосновенными, и после смерти офицера, к которому прикреплялись, продолжали служить семье умершего. По истечении срока драбанты мужского пола зачислялись в казачье сословие, а женщины — получали свободу.
Таким образом, ужесточая общероссийское законодательство по отношению к безземельным крепостникам, правительство было вынуждено учитывать роль черноморского офицерства и дворянства в управлении войском и проведении политического курса на Северном Кавказе, поэтому оно пошло на компромиссные меры в решении вопроса о крепостных, узаконив их положение в качестве драбантов.

## Правовой статус и социально-экономическое положение крепостных
Так как войсковые дворяне не владели землей, то и крепостными, по законодательству им владеть не разрешалось. Но можно было иметь дворовых.
Дворовые люди в Черномории появились одновременно с переселением сюда казачества. Одни чиновные старшины переводили их на Кубань из своих малороссийских имений, другие приобретали их покупкой или наймом. Войсковые дворяне покупали крепостных в основном у помещиков южных губерний.

### Положение крепостных
В начале XIX века дворовые в Черномории большей частью были приписаны и проживали в домах своих владельцев. Пропитанием и одеждой их обеспечивали хозяева. Взамен они должны были выполнять все работы по дому. Согласно «Положению о черноморском казачьем войске» 1842 года, денежная и земская повинность была возложена на их владельцев. Черноморские дворовые так же несли рекрутскую повинность, которая, согласно «Рекрутскому уставу» взималась тоже с их владельцев .
Однако, круг обязанностей дворовых не ограничивался только работой по дому. По мере становления и роста сельского хозяйства, сокращалось число крепостных в Екатеринодаре и значительно увеличивалось в куренях и хуторах. Об этом четко писал Киселев в 1820 году: «Некоторые из чиновников войска Черноморского учредили из земель оного частное владение и поселили на оных крестьян».
Сами дворовые не имели ни своего имущества, ни своего хозяйства. Хотя были и исключения.
Суммы, выделяемые на содержание дворовых людей, как и объемы барщинных работ не оговаривались законом и не контролировались правительством, полностью завися от воли и состоятельности владельца. При этом уровень личной зависимости черноморских дворовых людей был достаточно высок. Их свободно покупали и продавали, сдавали в аренду, дарили. Такое положение подтверждается письмом графа Воронцова М. С. графу Панину. Воронцов сетует на то, что торговля мужчинами, женщинами и детьми достигла таких размахов, что положение душевладельцев принимает вид владения неграми в южных штатах Америки .

### Наказания крепостных
Законодательство предоставляло помещикам большие права наказания своих крепостных. Они могли подвергать крестьян телесным наказаниям, ссылать в Сибирь, отдавать вне очереди в рекруты. В течение первой половины XIX века правительство ужесточало репрессивные меры по отношению к крепостным. За порочные и дерзкие поступки помещик мог удалить от себя и из своего имения крепостного человека, передав его в распоряжение Губернского правления. Такие крестьяне после освидетельствования в Рекрутском присутствии, если оно находило их годными к военной службе, поступали в армию. Неспособные же отправлялись на поселение в Сибирь.

## Отмена крепостного права на Кубани

### Особенности отмены крепостного права на Кубани
29 мая 1858 года на чрезвычайном собрании дворянских депутатов Ставропольской губернии было принято постановление через губернского предводителя просить разрешения императора об открытии и в Ставрополе «Комитета для составления проекта положения об устройстве и улучшении быта помещичьих крестьян».
11 июля 1858 года царь подписал рескрипт на имя кавказского наместника князя Барятинского, разрешив ставропольскому дворянству приступить к составлению проекта положения об улучшении и устройстве быта своих крестьян на тех началах, что и в других губерниях. Для этого в Ставрополе был учрежден особый комитет, в состав которого вошли по два представителя от дворян каждого уезда, в которых проживали помещичьи крестьяне.
При составлении проекта Губернский Комитет должен был иметь в виду, что помещику сохранялось право на всю землю, но крестьянам оставлялось их усадебная оседлость, которую они в течение определенного времени должны приобрести в собственность посредством выкупа.
С 20 октября по 15 ноября 1858 года в Ставропольской губернии прошли выборы членов Комитета от уездного дворянства . 15 января 1859 года все избранные депутаты собрались в Ставрополе, и комитет начал свою работу. Однако в его состав не вошел ни один представитель от дворян Черноморского казачьего войска. Как не владевшие населенными имениями, черноморские дворяне не могли принимать участие в выборах.
Тем не менее, ещё 9 июля 1858 года предводитель ставропольского дворянства Устинов, готовясь к открытию комитета, отослал в Войсковое Правление Черноморского войска запрос о количестве населенных имений, состоявших во владении дворян Черноморского казачьего войска. Однако, ко времени открытия комитета, сведения не были присланы. Ввиду этого Ставропольский комитет был вынужден в мае 1859 года обратиться в Ставропольскую казенную палату с просьбой уведомить, подавались ли помещиком Черноморского войска ревизские сказки на дворовых людей и крестьян во время 10 народной переписи. Оказалось, что и таких данных от Войскового Правления не поступало.
14 июля 1859 года проект освобождения крестьян Ставрополья был окончен и передан в Канцелярию Ставропольского гражданского губернатора, а затем в Управление Наместника Кавказа и редакционную комиссию Кавказского комитета.
Положения проекта касались только помещичьих крестьян Ставропольской губернии и не распространялись на крепостных, проживавших в Черноморском казачьем войске.
30 января 1861 года просимые сведения о крепостных крестьянах черноморского дворянства были сообщены Ставропольскому губернатору епископом Кавказским и Черноморским Игнатием. Но, по его же собственному признанию, эти данные являлись не полными и не точными, так как составлялись консисторией на основании исповедных росписей .
Сразу же после подписания Манифеста и Положения 19 февраля 1861 года началась подготовка к их обнародованию и приведению в действие.
Так как дворовые люди черноморских офицеров не были включены в Ставропольский проект то на них распространялись только общие положения крестьянской реформы, без учета дополнительных правил о крестьянах в Ставропольской губернии. Согласно общему положению об устройстве дворовых людей, они приобретали все личные права. В течение двух лет со дня обнародования Манифеста об освобождении крестьян дворовые находились в обязанных отношениях к своим помещикам. Во время этого срока они должны были платить оброк или служить им, оставаясь на основании законов в полном повиновении владельцев. Но помещики уже не могли заключать сделки о передаче права на обязательный труд дворовых без их согласия. В течение всего срока обязанной службы владелец по-прежнему должен был содержать дворовых людей и платить им денежное жалование. Так же платежи податей и повинностей за дворовых до прекращения обязанностей лежали на помещиках.
Всем, остающимся во временно-обязанных отношениях к своим помещикам, предоставлялось право отойти от них со взносом недослуженной части выкупа. При этом до истечения двухлетнего срока они освобождались от всех государственных податей и повинностей и продолжали пользоваться этой льготой в течение 2 — 6 лет. По прошествии двух лет со дня утверждения Манифеста крепостным предоставлялась полная свобода от всех обязательств.
В августе 1862 года мировой посредник бывшего Черноморского войска войсковой старшина Белый подал запрос в Ставропольское по крестьянским делам Присутствие о том, как ему поступить с дворовыми людьми черноморских дворян ввиду отсутствия здесь крестьянских селений .
8 мая 1865 года Сенат вынес окончательное постановление в отношении дворовых людей: «тех из них, которые не воспользовались правом на „избрание рода жизни“ и не поступили ни в какое сословие к 19 февраля 1865 года, следовало приписать к местам их настоящего нахождения».
Подводя к итогу можно сказать, что процесс освобождения крепостных людей в Черномории, в целом, развивался, как и в центральных российских губерниях. Однако он осложнялся тем, что черноморские дворяне не вошли в состав Ставропольского комитета по составлению проекта освобождения крестьян, поэтому правительством не были учтены особенности положения дворовых людей в войске. На них распространялись только общие положения крестьянской реформы, без учета «Дополнительных правил о крестьянах, вышедших из крепостной зависимости в Ставропольской губернии».

### Дальнейшая судьба
Ввиду отсутствия в войске крестьянских селений и городских обществ было решено зачислить освобожденных крепостных в казачье сословие. Но при приеме бывших дворовых в казаки предпочтение отдавалось здоровым молодым мужчинам, способным нести воинскую службу, семейным крестьянам, а также одиноким женщинам с детьми. Остальным было рекомендовано приписаться к городам и сельским общинам вне войска. Некоторые дворовые люди до конца 1860-х гг. оставались не причисленными ни в какое сословие. Таким образом, освобождение крепостных крестьян в Черномории растянулось на целое десятилетие.